# CocoRosie
CocoRosie är en amerikansk indiepopduo som består av systrarna Bianca och Sierra Casady och som bildades 2003. 
Bandmedlemmarna föddes i USA men växte upp åtskilda från varandra. 2003 möttes de i Paris och spelade där in sitt debutalbum La Maison de Mon Rève. Sedan 2004 turnerar de runt om i världen och besökte bl.a. Stockholm 2005. 
2008-2009 fanns låtar från The Adventures of Ghosthorse and Stillborn med i en uppsättning av Hamlet som spelades på Dramaten i Stockholm.  De sjätte juni 2009 framförde de även en konsert på Dramaten tillsammans med sångerskan Lykke Li.
I sin experimentella pop kombinerar gruppen sin skenbart naiva och änglalika sång med akustisk gitarr, mystiska inspelade ljud och leksaksinstrument. Deras musik beskrivs möjligen bäst genom deras egen beskrivning av bandets tillkomst:
... in a bathroom in Paris we found ourselves. Steamed up windows, infinite rainy days, the kettle’s constant hiss and the weary moan of a dying ambulance summoned songs from another time.
We had split apart as sisters, abandoned one another and led completely different lives, gathering contrasting influences and tools that were unknowingly building towards the birth of CocoRosie.

## Diskografi
Album
- La Maison de Mon Rêve (Touch and Go/Quarterstick Records 2004)
- Beautiful Boyz (Touch and Go/Quarterstick Records 2004)
- Noah's Ark (Touch and Go/Quarterstick Records september 2005)
- The Adventures of Ghosthorse and Stillborn (Touch and Go Records 2007)
- Grey Oceans (Sub Pop Records 2010)
- Tales of a GrassWidow (City Slang Records 2013)

Singlar/EP
- Adventures of Ghosthorse and Stillborn [EP] (2007)
- God Has a Voice, She Speaks Through Me (2008)
- Coconuts, Plenty of Junk Food [EP] (2009)
- Lemonade (2010)
- We Are on Fire (2012)
- Gravediggress (2013)

## Bildgalleri

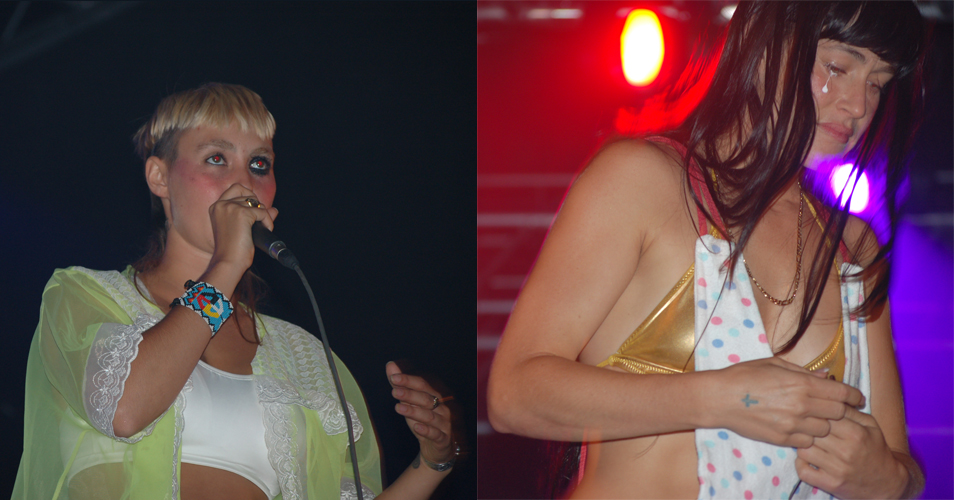
CocoRosie på Flow Festival, i Helsingfors.
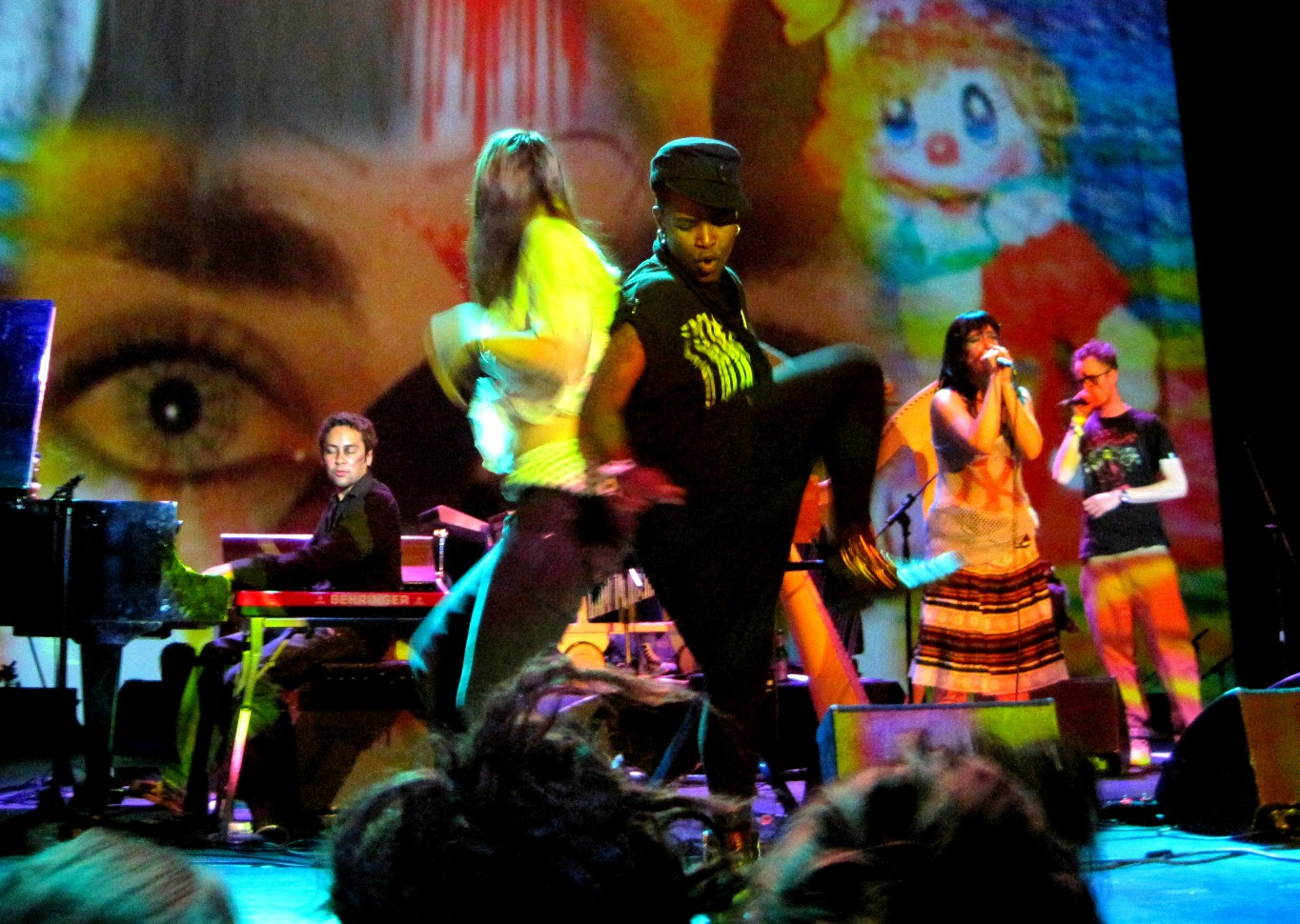
CocoRosie i Berlin 2010.
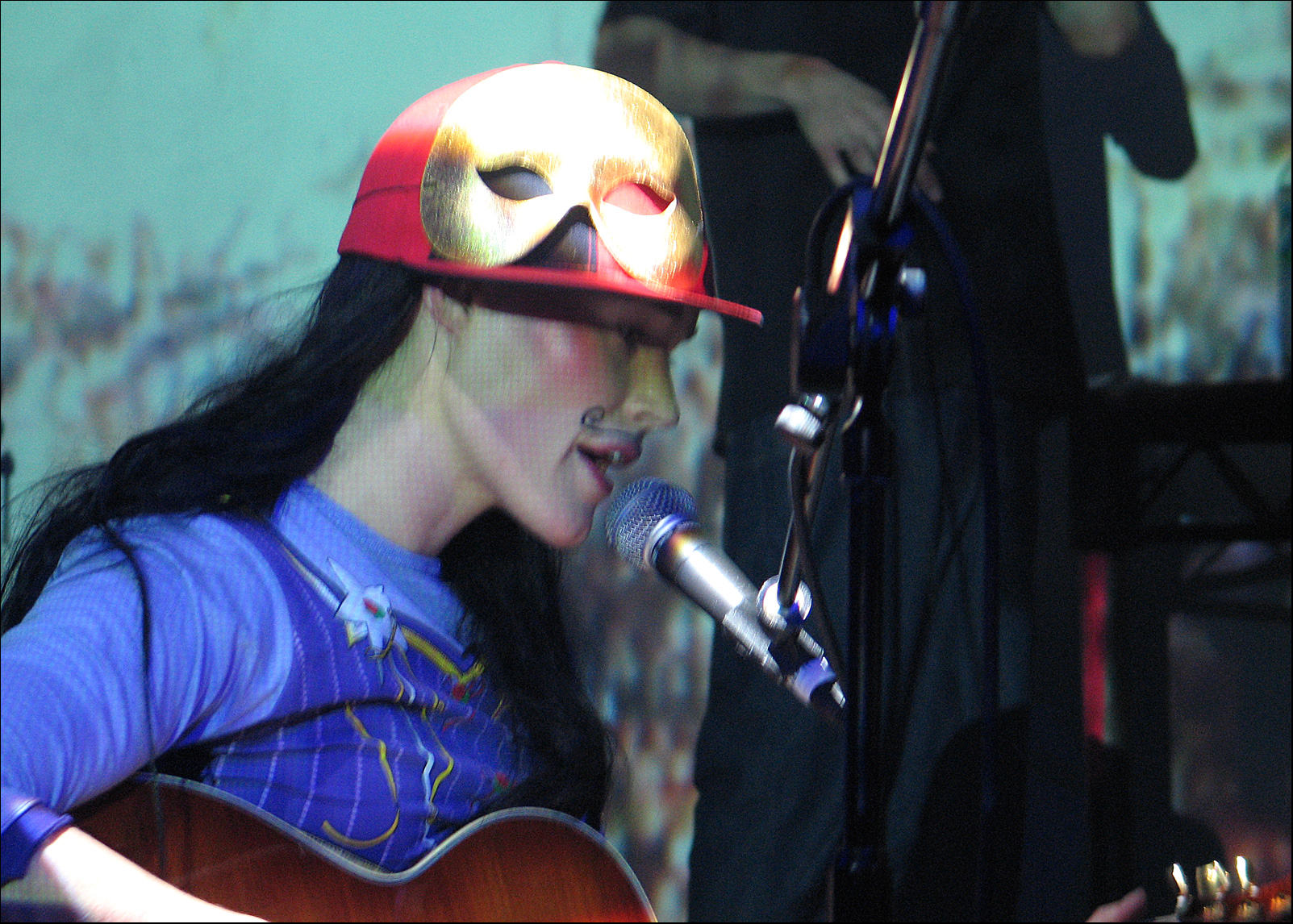
Sierra Casaday live 2005.
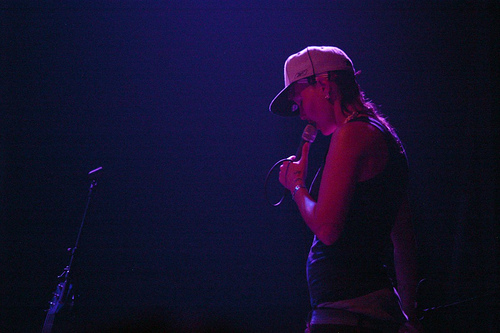
Bianca Casaday live 2007.